# Clan Kuno
Il Clan Kuno (久野氏?, Kuno-shi) fu un clan del Giappone feudale discendente dei Fujiwara che governava una parte della provincia di Tōtōmi durante il periodo Muromachi e il periodo Sengoku. Inizialmente servirono il clan Imagawa (今川氏), ma alcune generazioni dopo furono servitori di Tokugawa Ieyasu. Il nome della casata è a volte scritta come "久努", "久奴" or "久能".

## Storia del clan

### Origini
Già nel periodo Kamakura, Kuno Munenaka (久野宗仲) su spostò a Kuno, nella provincia di Tōtōmi, e pose il nome del luogo come cognome e quindi nome della casata, segnando la fondazione del clan. Vi sono molte genealogie diverse del clan Kuno, e non è noto quale fosse quella corretta. In molti casi, il clan discende dalla famiglia meridionale del clan Fujiwara (藤原南家 Fujiwara Nanke.

### Fujiwara Nanke
Effettivamente, il clan Kuno della provincia di Tōtōmi era un ramo del clan Kudō (工藤氏), che a sua volta discendeva appunto dalla famiglia meridionale del clan Fujiwara (藤原南家 Fujiwara Nanke). Il fondatore di tale famiglia era Fujiwara no Muchimaro (680–737), e suo pronipote di quinta generazione Fujiwara no Tamenori (藤原為憲), fu il fondatore del clan Kudō. In questa genealogia, il fondatore del clan Kuno, Kuno Munenaka (久野宗仲), è un figlio di Kudō Kiyonaka (工藤清仲).

### Clan Hata
Un'altra teoria è che il clan Kuno era discendente del clan Hata (秦氏), una famiglia immigrante che si vantava di discendere dal primo imperatore della Cina, Qin Shi Huang.

### Altra teoria
Nel registro di famiglia Seishi-kakei-daijiten (姓氏家系大辞典) è invero segnato che il clan Kuno discendeva da Kuno Nao (久奴直).

## Capi clan
| Ordine | Nome           | Giapponese     | Vita        | Titoli/alias                                                                                             | Genealogia                         |
| ------ | -------------- | -------------- | ----------- | --- | ---------------------------------- |
| 1      | Kuno Munenaka  | 久野宗仲       | ? - ?       | Kudō Munenaka (工藤宗仲)                                                                                 | figlio di Kudō Kiyonaka (工藤清仲) |
| 2      | Kuno Takakage  | 久野忠景       | ? - ?       | alias Tadamune (忠宗)                                                                                    | figlio del primo                   |
| 3      | Kuno Kiyomune  | 久野清宗       | ? - ?       | | figlio del secondo                 |
| 4      | Kuno Kiyonari  | 久野清成       | ? - ?       | | figlio del terzo                   |
| 5      | Kuno Munemasa  | 久野宗政       | ? - ?       | | figlio del quarto                  |
| 6      | Kuno Jirouemon | 久野三郎右衛門 | ? - ?       | | figlio del quinto                  |
| 7      | Kuno Tadakiyo  | 久野忠清       | ? - ?       | | figlio del sesto                   |
| 8      | Kuno Munehiro  | 久野宗弘       | ? - ?       | | figlio del settimo                 |
| 9      | Kuno Tadamune  | 久野忠宗       | ? - ?       | alias Munetaka (宗隆)                                                                                    | figlio del ottavo                  |
| 10     | Kuno Motomune  | 久野元宗       | ? - 1560    | | figlio del nono                    |
| 11     | Kuno Muneyoshi | 久野宗能       | 1527 - 1609 | | fratello minore del decimo         |
| 12     | Kuno Munenari  | 久野宗成       | 1582 - 1625 | Ju-goi-no-ge (Quinto Rango Junior, Basso Grado 従五位下), Tanba-no-kami (丹波守)                         | nipote dell'undicesimo             |
| 13     | Kuno Muneharu  | 久野宗晴       | 1609 – 1649 | Ju-goi-no-ge (Quinto Rango Junior, Basso Grado 従五位下)                                                 | figlio del dodicesimo              |
| 14     | Kuno Munetoshi | 久野宗俊       | 1643 – 1706 | Ju-goi-no-ge (Quinto Rango Junior, Basso Grado 従五位下), Tanba-no-kami (丹波守), Izumi-no-kami (和泉守) | figlio del tredicesimo             |
| 15     | Kuno Toshimasa | 久野俊正       | 1674 – 1726 | Ju-goi-no-ge (Quinto Rango Junior, Basso Grado 従五位下), Izumi-no-kami (和泉守), Bingo-no-kami (備後守) | figlio del quattordicesimo         |
| 16     | Kuno Toshizumi | 久野俊純       | 1705 - 1772 | Ju-goi-no-ge (Quinto Rango Junior, Basso Grado 従五位下), Tanba-no-kami (丹波守), 号華峯                 | figlio del quindicesimo            |
| 17     | Kuno Teruzumi  | 久野輝純       | 1745 - 1811 | Ju-goi-no-ge (Quinto Rango Junior, Basso Grado 従五位下), Izumi-no-kami (和泉守), Ōmi-no-kami (近江守)   | figlio del sedicesimo              |
| 18     | Kuno Masazumi  | 久野昌純       | 1787 - 1823 | | figlio del diciassettesimo         |
| 19     | Kuno Zumikata  | 久野純固       | 1815 - 1873 | Ju-goi-no-ge (Quinto Rango Junior, Basso Grado 従五位下), Tanba-no-kami (丹波守)                         | figlio del diciottesimo            |